# Production IMS
Production IMS Co., Ltd. (株式会社プロダクションアイムズ, Kabushiki-gaisha Purodakushon Aimuzu) é um estúdio de animação Japonesa, fundado pelos ex animadores da AIC Spirits em Fevereiro de 2013, e sua sede está localizada em Nerima,Tokyo Japão.

## Problemas financeiros
Em 20 de dezembro de 2017, o animador Teru Miyazaki postou e excluiu um tweet no Twitter informando que o estúdio Production IMS, não estava pagando seus animadores. Em 7 de junho do ano seguinte, a empresa de pesquisa de crédito Tokyo Shoko Research informou que a Production IMS começou consolidando suas dívidas e que a equipe estava considerando entrar com pedido de falência. A empresa posteriormente entrou com pedido de falência em 21 de setembro de 2018 e encerrou em 11 de outubro do mesmo ano.

## Séries De TV
- Inari, Konkon, Koi Iroha (2014)
- Date A Live II (2014)
- Gonna be the Twin-Tail!! (2014)
- Shinmai Maou No Testament (2015)
- Jōkamachi no Dandelion (2015)
- Shinmai Maou No Testament Burst (2015)
- Active Raid (2016)
- Hundred (2016)
- High School Fleet (2016)
- Masou Gakuen HxH (2016)
- Takunomi(2018)

## OVAs
- Inari, Konkon, Koi Iroha
- Date A Live II
- Shinmai Maou No Testament
- Jōkamachi no Dandelion
- Shinmai Maou No Testament Burst
- High School Fleet

## Filmes
- Heaven's Lost Property Final: Eternal My Master (2014)
- Date A Live Mayuri Judgement (2015)